# Karagouana Mallé
Karagouana Mallé è un comune rurale del Mali facente parte del circondario di Koutiala, nella regione di Sikasso.
Il comune è composto da 5 nuclei abitati:
- Karagouana Mallé
- Karagouana Peuhl
- Kola
- Ouarignamana
- Yogorasso